# 59.ª Conferencia de Seguridad de Múnich

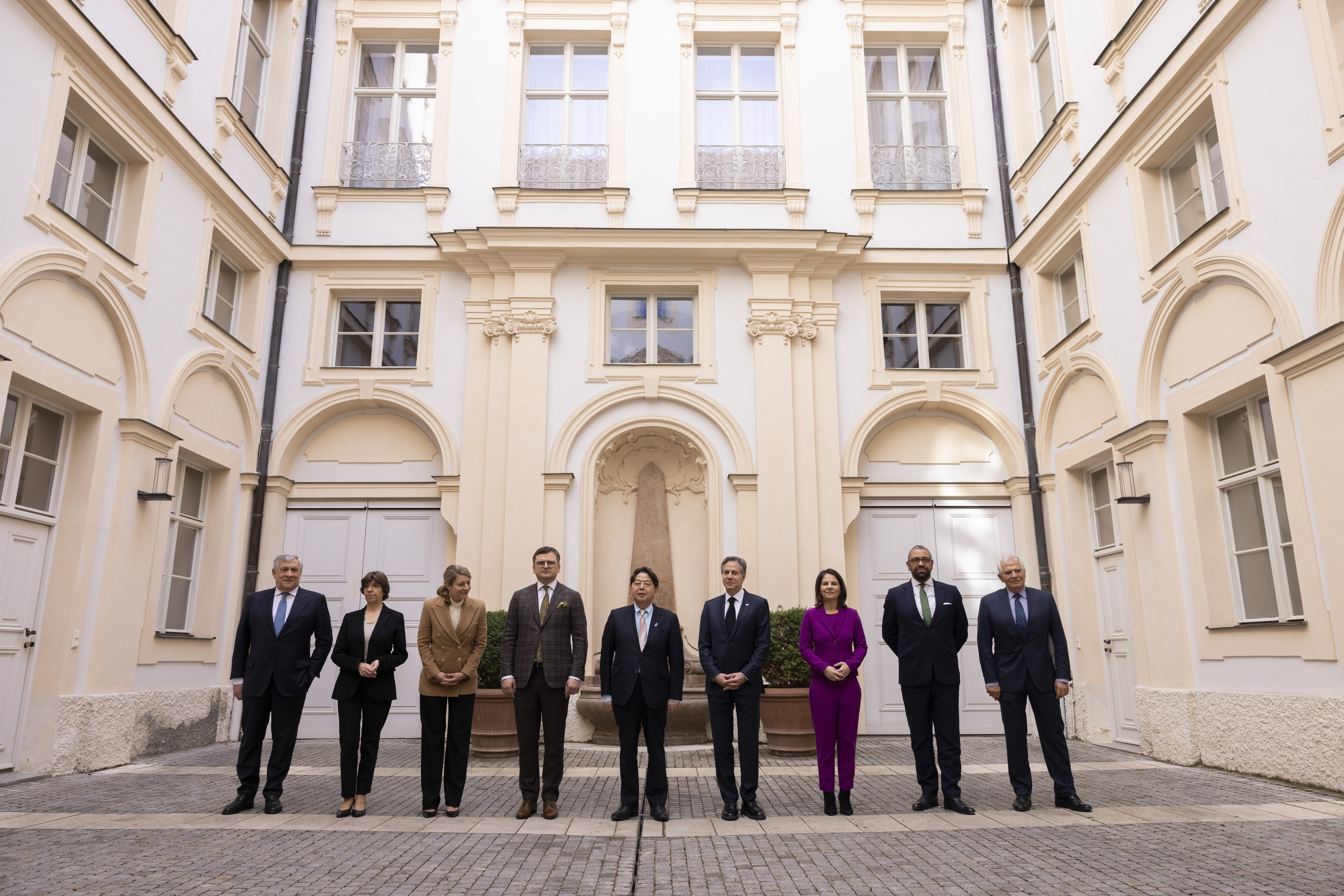
Ministros de exterior de miembros del G7 en la Conferencia

La 59.ª Conferencia de Seguridad de Múnich volvió a celebrarse con carácter ordinario del 17 al 19 de febrero de 2023. Entre los participantes se encontraban: Olaf Scholz, Kamala Harris, Wolodymyr Selenskyj (conectado), Rishi Sunak, Emmanuel Macron, Tedros Adhanom Ghebreyesus, Josep Borrell, James Cleverly, Jens Stoltenberg, Wang Yi, Ursula von der Leyen, Alejandro Mayorkas, Annalena Baerbock, Andrzej Duda, Antony Blinken, Boris Pistorius, Francia Márquez, Kaja Kallas y Nana Akufo-Addo. La atención se centró en la guerra de Ucrania. Por encima de todo estaba el lema "Re:Vision", título también del informe publicado por la Conferencia de Seguridad de Múnich antes de la conferencia. Por un lado, los debates se centraron en los crecientes esfuerzos de los Estados autocráticos por revisar el orden internacional. Por otro, la conferencia abogó por nuevas visiones comunes del orden internacional, así como por la cooperación a pesar de los retos geopolíticos. Incluir más al llamado Sur Global en la conferencia para debatir y posibilitar visiones globales fue una preocupación del nuevo presidente Christoph Heusgen, razón por la cual el primer panel de debate del sábado por la mañana se dedicó a este tema. Además de muchos temas transversales como el cambio climático, la inseguridad alimentaria o la seguridad energética, también figuraron en el orden del día de la conferencia temas regionales y específicos de cada país, como Irán, el Cuerno de África y Rusia.